# Thomasomys incanus
Thomasomys incanus es una especie de roedor de la familia Cricetidae.

## Distribución geográfica
Se encuentra en Perú. 